# 印第亚兰蒂克
印第亚兰蒂克（英語：Indialantic），是美国佛罗里达州布里瓦德縣下属的一座城镇。建立于1952年。面积约为3.2平方公里（约合1.2平方英里）。根据2010年美国人口普查，该市有人口3,003人。论人口在本州排行第249。